# فدرالیسم در نپال
نپال کشوری است با تنوع جغرافیایی که از زمان اتحادش توسط پریتوی نارایان شاه، شکل حکومت یکپارچه را به کار گرفته بود. اکنون این کشور به یک ساختار فدرال تبدیل شده‌است.
نپال از ۲۸ مه ۲۰۰۸ (15th Jestha، 2065 BS) یک دولت جمهوری فدرال دموکراتیک بوده‌است. بر اساس مفهوم سیستم فدرال، نپال به ۷ استان، ۷۷ ناحیه و ۷۵۳ سطح محلی تقسیم گردیده‌است. اکنون هر استان دارای یک دولت جداگانه به همراه دولت فدرال در مرکز است.

## تاریخ
پس از شورش مردمی ۲۰۰۷، سلطنت ۲۴۰ ساله در پنجمین متمم قانون اساسی موقت نپال، ۲۰۶۳ لغو شد. این متمم اولین سندی بود که نپال را رسماً به عنوان جمهوری فدرال دموکراتیک نپال ذکر کرد. این متمم فدرالیسم را به عنوان یک ویژگی برجسته برای نپال جدید تصور می‌کرد.
حزب مائوئیست کاتالیزوری برای ایجاد فدرالیسم و دربرگیرندگی بود. دیگر احزاب عمده ای که از این اقدام حمایت کردند عبارتند از حزب کمونیست نپال (مارکسیست-لنینیست متحد) و کنگره نپالی، در حالی که حزب راستیا پرجاتانترا که تنها به خاطر طرح نمایندگی متناسب توانسته بود وارد پارلمان شود، در مخالفت با چشم‌انداز فدرالیسم و همچنین به طرفداری بازگرداندن سلطنت و اعلام نپال به عنوان یک کشور هندو درآمده است.
نپال در زمان حاکمان شاه (پریتیو نارایان شاه) یک حکومت یکپارچه را اعمال می‌کرد. با این حال، این سیستم قادر به حمایت از توسعه کشور نبود و به عنوان یک نوع حکومت «انحصاری» تلقی می‌شد.